# Fine and Dandy
Fine and Dandy ist ein Popsong, den Kay Swift (Musik) und James Warburg (Text, unter dem Pseudonym Paul James) verfassten und 1930 veröffentlichten.

## Hintergrund

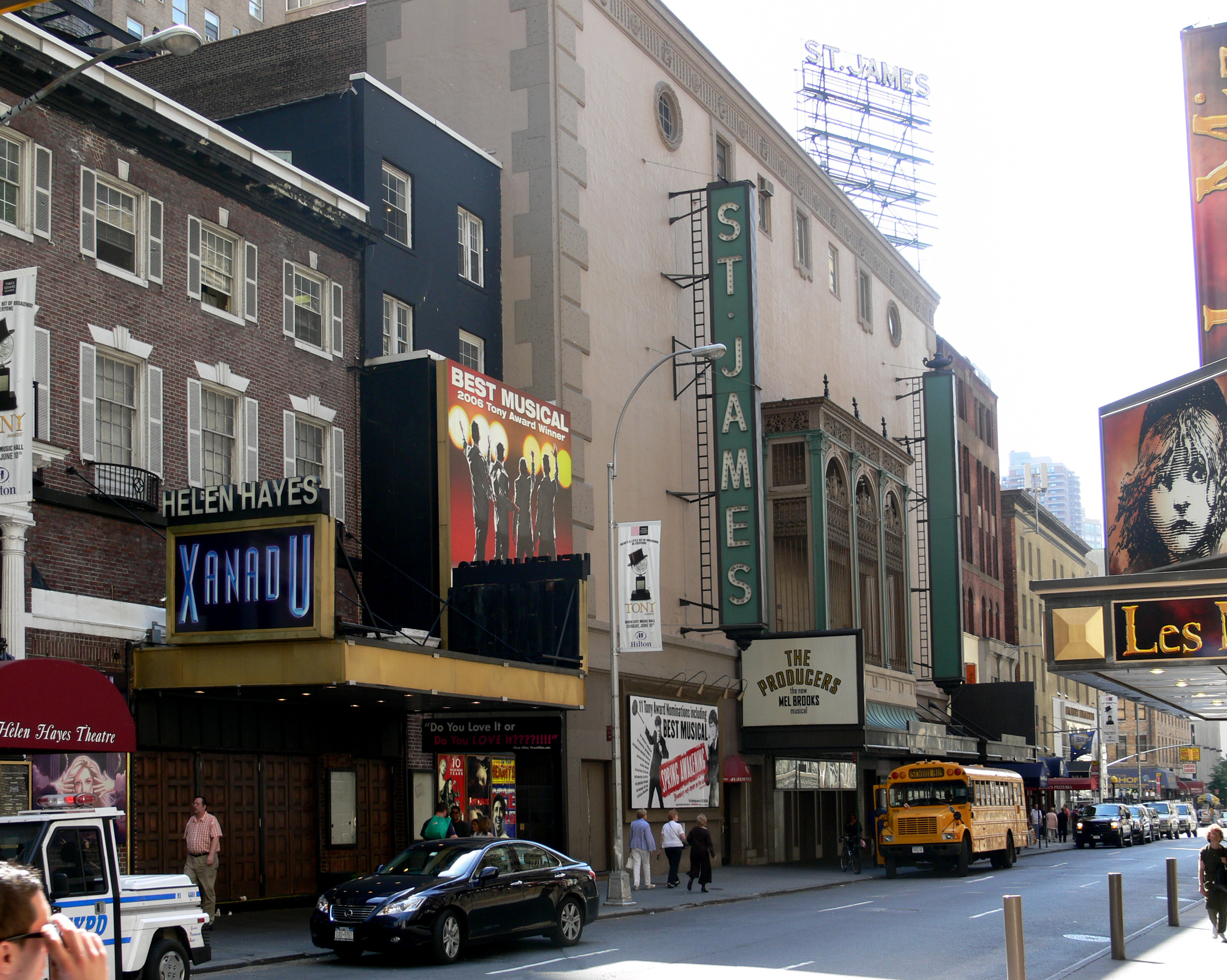
Das St James Theatre (2007)

Die Komponistin und Pianistin Kay Swift schrieb Fine and Dandy mit ihrem Ehemann James P. Warburg (1896–1969) für die gleichnamige Revue, die am 23. September 1930 am Erlanger's Theatre in der 44th Street (das heutige St. James Theatre) Premiere hatte, mit den Komikern Joe Cook und Dave Chasen sowie der Tänzerin Eleanor Powell in den Hauptrollen. Erfolgreich beim Publikum waren die beiden Swift-James-Songs Fine and Dandy und Can This Be Love?; in der Saison 1930/31 gehörte Fine and Dandy zu den wenigen Hits. Der Song war eine synkopierte Nummer, geschrieben in F-Dur in der Liedform ABAC, wobei regelmäßige harmonische Wechsel und die Basstöne in den Downbeats einen stetigen Drive erzeugen.

## Erste Aufnahmen und spätere Coverversionen
Zu den Musikern, die den Song ab 1930 coverten, gehörte das Dorsey Brothers Orchestra (OKeh) und das Arden & Ohman Orchestra (Victor 22552, mit Frank Luther, Gesang). Ab Ende der 1930er-Jahre wurde der Song (u. a. durch Aufnahmen von Teddy Wilson, Art Tatum, Woody Herman, Les Paul, Django Reinhardt und Benny Goodman) zu einem viel gespielten Jazzstandard; der Diskograf Tom Lord listet im Bereich des Jazz insgesamt 234 (Stand 2015) Coverversionen, von denen unter den Aufnahmen der Nachkriegszeit die Versionen von Erroll Garner, Peggy Lee, Anita O’Day, Sonny Stitt und Dick Wellstood/Dick Hyman hervorzuheben sind. Der Song wurde u. a. von Louis Armstrong, Charlie Parker und George Wallington. eingespielt.
Kay Swifts Komposition ist nicht mit der gleichnamigen Ragtime-Nummer von Charles L. Johnson (1908) zu verwechseln.